# Lenzing AG

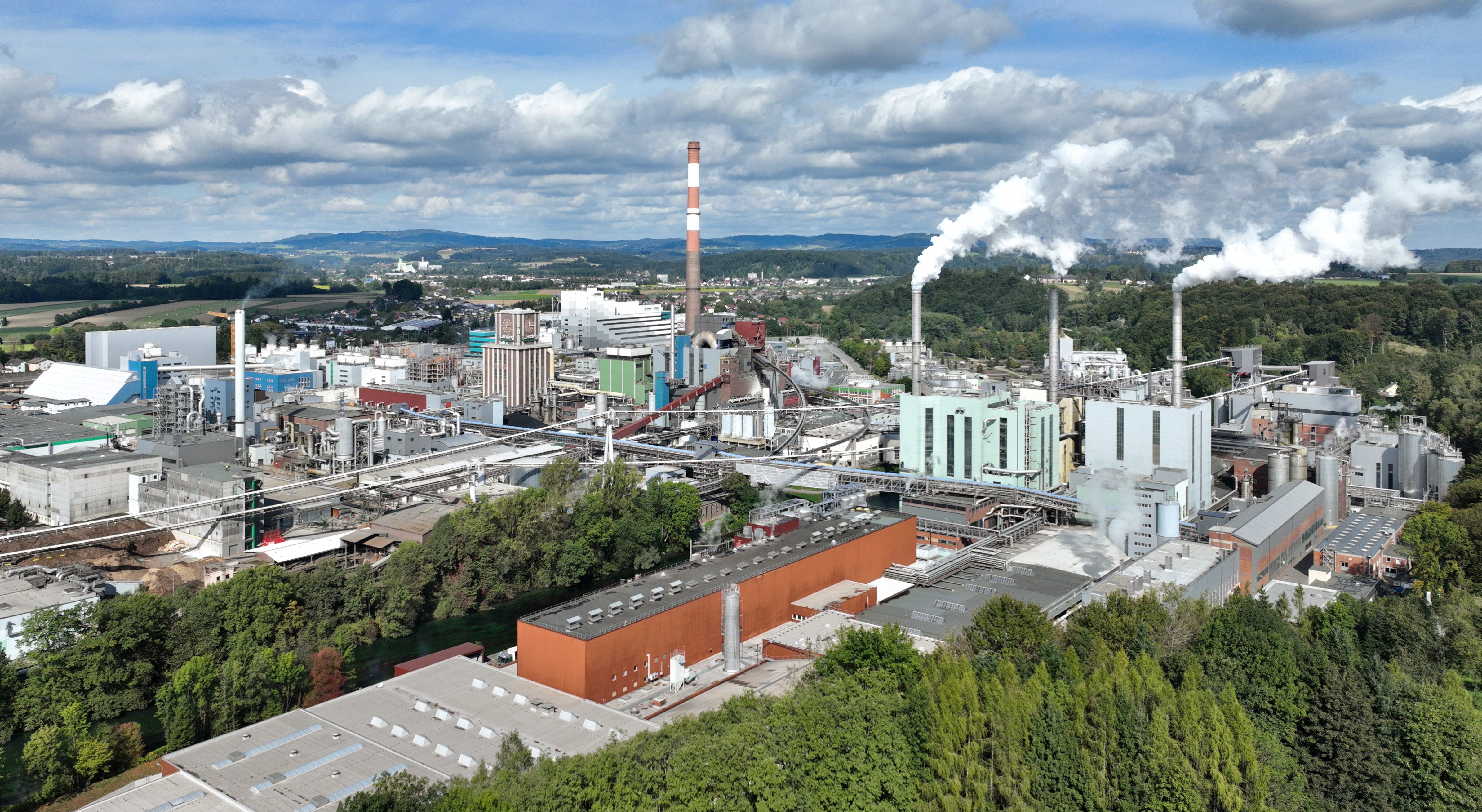
Stammsitz und Werk Lenzing

Die Lenzing-Gruppe ist ein weltweit agierendes Unternehmen, das aus dem Rohstoff Holz Fasern herstellt. Diese Fasern sind Ausgangsmaterial für eine Vielzahl von Textil- und Vliesstoff-Anwendungen, kommen aber auch in technischen Anwendungen sowie in Schutz- und Arbeitskleidung zum Einsatz. Namensgeber ist die oberösterreichische Marktgemeinde Lenzing an der Ager, in der das Unternehmen seinen Sitz hat.

## Unternehmensprofil
Lenzing produziert und vertreibt Produkte hauptsächlich auf der Basis von Cellulose Viskosefasern, Modalfasern, Lyocellfasern und Lyocell-Filamentgarne, die in der Textilindustrie – im Bereich Bekleidung, Heimtextilien und technische Textilien – als auch in der Nonwovens-Industrie eingesetzt werden. Daneben ist das Unternehmen im Maschinen- und Anlagenbau aktiv. Ihre Produkte vermarktet die Lenzing-Gruppe unter den Markennamen Tencel, Veocel, Lenzing und Ecovero.

## Firmengeschichte
Die Geschichte des Unternehmens kann man bis ins Jahr 1892 zurückverfolgen.
Der Ternitzer Fabrikant Emil Hamburger ersteigerte die „Starlingermühle“ in Lenzing an der Ager und errichtete darin eine Zellstoff- und Papierfabrik. Es erfolgte eine Erweiterung durch die „Mühle in der Au“ flussaufwärts in Pettighofen, heute in der Nachbargemeinde Seewalchen am Attersee.
1907 wurde unter Führung der Anglo-Österreichische Bank die Lenzinger Papierfabrik-Aktiengesellschaft in Wien gegründet. Gegenstand des Unternehmens war zunächst die Erwerbung und Ausgestaltung der im Besitze der Firma Emil Hamburger befindlichen Zellulose- und Papierfabrik in Lenzing, der Papierfabrik und Holzschleiferei in Pettighofen und der Holzschleiferei und des Sägewerkes in Schörfling.
1935/36 wurde die Aktienmajorität von der Familie Bunzl erworben und die Gesellschaft dem Interessenkreis der Bunzl & Biach AG, Wien angegliedert. Das Unternehmen wurde ausgebaut und modernisiert.

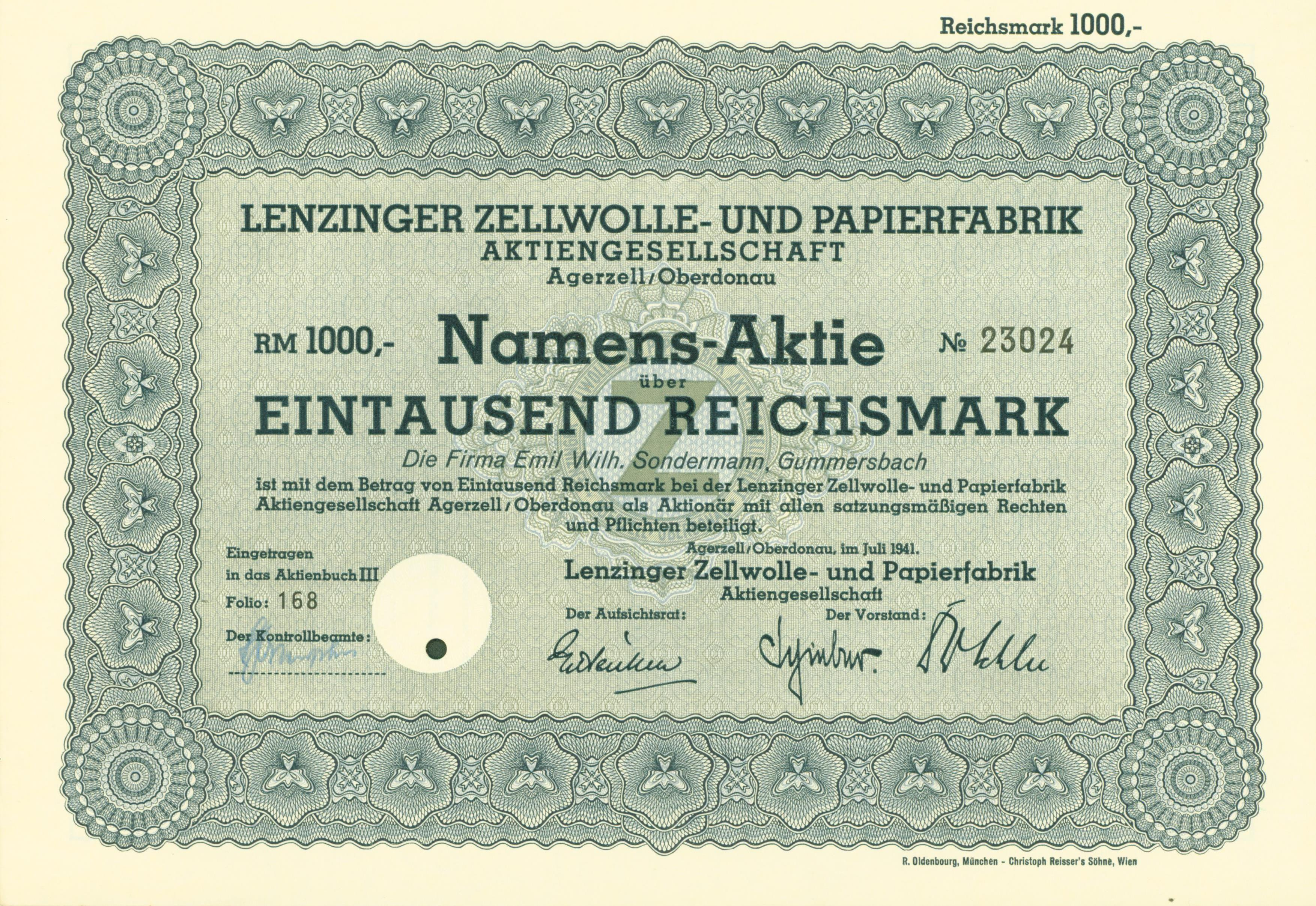
Namensaktie über 1000 RM der Lenzinger Zellwolle- und Papierfabrik AG vom Juli 1941

Nach der Einverleibung Österreichs in das Deutsche Reich wurde Ende Mai 1938 von der Thüringischen Zellwolle AG, Schwarza/Saale die Zellwolle Lenzing AG in Lenzing gegründet, wobei die österreichische Industrie 50 % des Aktienkapitals zeichnete. Anfang Juli wurde in Lenzing mit dem Neubau einer Zellwollefabrik begonnen. Die Aufnahme der Produktion erfolgte im September 1939. Generaldirektor wurde der NSDAP-Gauwirtschaftsberater Walther Schieber. Im Zuge der „Arisierung“ des Bunzl-Konzerns durch die Oesterreichische Kontrollbank für Industrie und Handel ging 1940 die 1939 in Lenzinger Zellstoff- und Papierfabrik AG umbenannte Lenzinger Papierfabrik-Aktiengesellschaft in die Gesellschaft auf. Das fusionierte Unternehmen wurde in Lenzinger Zellwolle- und Papierfabrik Aktiengesellschaft umbenannt. Um dem durch die laufenden Einberufungen zum Kriegsdienst entstandenen Arbeitskräftemangel abzuhelfen, wurden bald Zwangsarbeiter eingesetzt. Drei Lager für diese entstanden im Areal der stillgelegten Papierfabrik Pettighofen an der Agerstraße. Im „Zivilarbeiterlager“ (Wohnlager 505) waren Menschen aus mehr als 17 Nationen untergebracht. Die „Russenbaracke“ wurde für sowjetische Kriegsgefangene eingerichtet. Zuletzt wurde ein Außenkommando des KZ Mauthausen eingerichtet, um weibliche KZ-Häftlinge einsetzen zu können. Die ersten Frauen kamen am 3. November 1944 von Mauthausen nach Lenzing, im Jänner 1945 wurde mit 565 Frauen der Höchststand erreicht. Das Lager wurde am 8. Mai 1945 von der 3. US-Armee befreit, nachdem Paul Le Caër die Truppen von der Existenz des Lagers unterrichtet hatte.
Die geplante Zerstörung des Werks konnte von Widerstandsgruppen verhindert werden.
Ende der 1940er Jahre umfasste der Gesamtkomplex der gesellschaftlichen Betriebe eine Holzschleiferei, eine Zellstoff- und Papierfabrik und ein Zellwollewerk in Lenzing, ein Sägewerk in Schörfling sowie je ein Wasserkraftwerk in Lenzing und Pettighofen. Erzeugt wurden Zellwolle, Papier, Holzschliff, Schnittholz, Glaubersalz (als Abfallprodukt). Der Beschäftigtenstand lag damals bei über 2300 Arbeiter und Angestellte. 1949 erfolgte die Rückstellung der im Jahre 1940 übernommenen Lenzinger Zellstoff- und Papierfabrik an die Vorbesitzer dieses Unternehmens vor 1938 (die Bunzl-Konzern Holding AG, Zug/Schweiz), welche es ihrerseits in die wiederhergestellte Lenzinger Zellulose- und Papierfabrik AG einbrachte. Gleichzeitig wurde der Firmenwortlaut auf die ursprüngliche Form Zellwolle Lenzing AG rückgeändert. Den weiterhin bestehenden mannigfachen wirtschaftlichen Querverbindungen zwischen den gesellschaftlichen und den abgetrennten Betriebsstätten wurde durch geeignete Abmachungen Rechnung getragen. 1962 erfolgte im Hinblick auf die beabsichtigte Aufnahme der Produktion von synthetischen Fasern Firmenänderung auf Chemiefaser Lenzing Aktiengesellschaft. Der Besitzstand der Gesellschaft umfasste damals die Zellwollefabrik, eine Herbst 1951 in Betrieb genommene Zellglasfabrik sowie ein eigenes Kraftwerk. 1964 wurde mit der englischen Courtaulds Limited eine Forschungs- und Produktionszusammenarbeit für Viscose-Fasern vereinbart. 1965 ging in Lenzing eine Anlage für Schwefelsäureerzeugung in Betrieb. 1967 folgte eine Anlage für die Herstellung von Folien und Bändchen aus Polyäthylen und Polypropylen für die Verpackungswirtschaft.
Nachdem 1966 gemeinsam mit der Farbwerke Hoechst AG vormals Meister Lucius & Brüning die Austria Faserwerke GesmbH gegründet worden war, wurde 1967 in Lenzing eine Produktionsanlage für Polyesterfasern (Trevira) sowie Konverter- und Reißkabel aus Polyethylenterephthalat errichtet.
1969 erwarb die Gesellschaft sämtliche Aktien der Lenzinger Zellulose- und Papierfabrik AG, mit welcher bereits seit Jahren eine enge wirtschaftliche Zusammenarbeit bestand. Dieses Unternehmen ging im Wege der Verschmelzung in die Chemiefaser Lenzing AG auf.
Im Jahr 1979 erhielt das Unternehmen die Staatliche Auszeichnung und darf seither das Österreichische Bundeswappen im Geschäftsverkehr verwenden.
1984 erhielt die Gesellschaft den heutigen Namen Lenzing AG. Ein Jahr später wurden ihre Aktien an der Wiener Börse gehandelt.
Hauptaktionär der Lenzing AG ist heute mit 52,25 Prozent die österreichische Beteiligungsgesellschaft B&C-Gruppe, eine Managementholding der B&C Privatstiftung, die unabhängig von wirtschaftlichen oder politischen Interessen Dritter agiert.

## Beteiligungen
Wichtigste Tochter der Firma ist die PT. South Pacific Viscose, der laut Unternehmensmarketing weltgrößte Produzent für Viskosematerialien.
2008 wurde der Polyacrylfaserbereich (DOLAN) der Kelheim Fibres GmbH übernommen, die übrigen Faserbereiche durften aus kartellrechtlichen Gründen nicht an Lenzing veräußert werden.
Seit dem 28. Juli 2009 besitzt die Lenzing-Gruppe 40 % der indonesischen Holdinggesellschaft Pura Golden Lion (PGL), einer Handelsgesellschaft, die den lokalen Faserverkauf für die PT. South Pacific Viscose betreibt. Lenzing stärkt damit seine Position auch am ost- und südostasiatischen Fasermarkt und erhöht indirekt die Beteiligung an der Tochtergesellschaft PT. South Pacific Viscose von 86 % auf rund 91 %. Ende Oktober 2012 wurde dort eine weitere Produktionslinie in Betrieb genommen. Mit nunmehr 320.000 Tonnen/Jahr war die South Pacific Viscose im Jahr 2012 laut eigenen Angaben das größte Viscosefaserwerk der Welt.
Die Lenzing AG übernahm im April 2010 zu 75 % den tschechischen Zellstoffhersteller Biocel Paskov A.S. Verkäufer war die österreichische Heinzel Holding, die zu 25 % an dem Unternehmen beteiligt blieb und weiterhin für den Vertrieb von Papierzellstoff zuständig war. Im Oktober 2012 übernahm Lenzing auch die restlichen 25 %.
Die Lenzing Plastics GmbH wurde an die Invest AG verkauft. Im Geschäftsjahr 2012 hatte die Lenzing Plastics GmbH einen Umsatz von EUR 109,4 Mio. bei einem EBITDA von EUR 11,2 Mio. erwirtschaftet.
Lenzing Plastics GmbH wird im Juli 2025 an AvenEx, Vancouver, Kanada verkauft, einen Spezialisten für Baustofffolien und Laminate. 2014 wurden 135 Mio. € Umsatz, 15–17 Mio. € (Ebitda) und gut 13 Mio. € Gewinn bilanziert. Der Standort mit aktuell 360 Mitarbeitern soll erhalten und als Forschungs- und Entwicklungszentrum ausgebaut werden.
In einem Joint Venture mit Duratex (49 %), einem großen Hersteller von Holzpaneelen in der südlichen Hemisphäre, sollte fremdfinanziert um 1,3 Mrd. USD ein Zellstoffwerk nahe São Paulo im brasilianischen Bundesstaat Minas Gerais errichtet werden. Die Inbetriebnahme war für das 1. Halbjahr 2022 geplant.

## Standorte
In Europa bestehen neben dem Hauptsitz in Lenzing (Oberösterreich) Niederlassungen in Heiligenkreuz (Burgenland), im englischen Grimsby sowie in Paskov (Tschechische Republik). Weitere Unternehmensstandorte befinden sich in Mobile (Vereinigte Staaten), in Purwakarta (Indonesien) sowie im chinesischen Nanjing. Büros werden unterhalten in New York, Istanbul, Singapur, Seoul, Shanghai, Hongkong, Jakarta und Coimbatore.

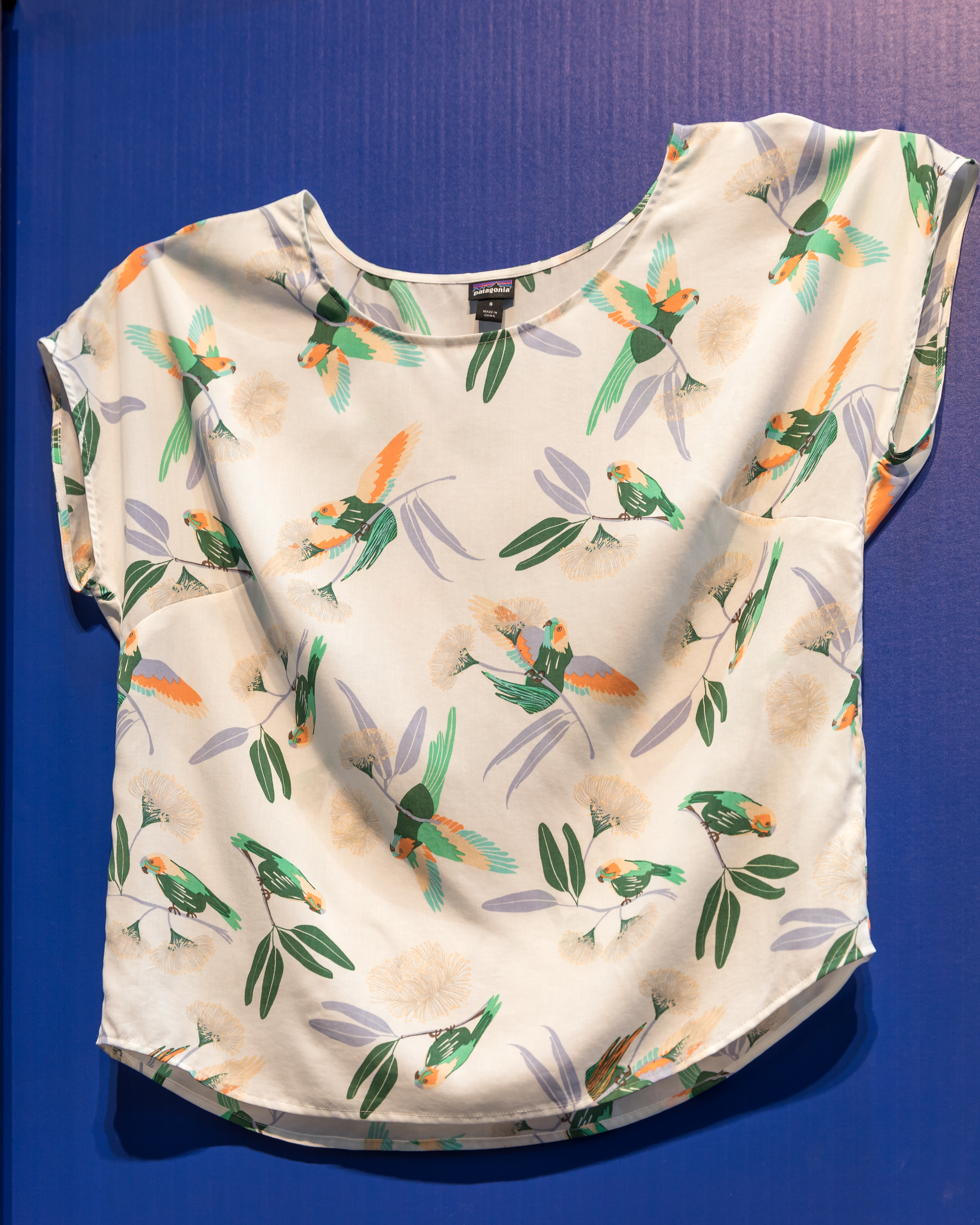
T-Shirt aus Tencel Gewebe

Am Hauptstandort in Lenzing entstand 2014 zusätzlich zur Viscose-Produktion eine Lyocell-Produktionsanlage, die jährlich 67.000 Tonnen Cellulosefasern produziert. Das Investitionsvolumen betrug ca. 150 Mio. €.

## Kritik und Kontroversen
Um 1970 wurde Zellstoff nach dem Sulfit- oder Sulfatverfahren hergestellt. Lenzing liegt in einer Senke, der Betrieb hat seit 1929 einen hohen Ziegelschlot. Immission von Schwefelwasserstoff oder Merkaptan – vulgo „Geruch nach faulen Eiern“ – war viele Jahre um 1970 je nach Windsituation an manchen Tagen zeitweise penetrant zu riechen, etwa 7 km entfernt im Südwesten in Litzlberg. 1975 wurde im Betrieb eine Umweltschutzabteilung eingerichtet.
Earthsight, eine auf Umweltkriminalität ausgerichtete NGO, berichtete 2018 von massiven illegalen Holzeinschlägen in der Ukraine und deren Export in die EU. Lenzing wird als einer der größten Käufer von ukrainischem Holz genannt, die weiterhin große Mengen Holz von staatlichen Forstbetrieben beziehen, obwohl gegen diese schwere Korruptionsvorwürfe erhoben werden. Earthsight kritisiert, dass Lenzing seine Lieferanten nicht sorgfältig genug überwacht. Die Lenzing Gruppe ging in ihrem Nachhaltigkeitsbericht 2018 auf die Vorwürfe ein und erklärte, dass es sich um einen Irrtum durch die Verwendung unterschiedlicher Zollnummern in der Ukraine und der Europäischen Union gehandelt habe. Das Unternehmen habe zu keinem Zeitpunkt illegales Holz aus der Ukraine bezogen.

## Hygiene Austria
Wegen des Maskenbedarfs im Zuge der Covid-19-Pandemie gründeten Lenzing (50,1 %) und Palmers (49,9 %) im April 2020 das Gemeinschaftsunternehmen Hygiene Austria LP GmbH. Im Februar 2021 strebt Lenzing die Entscheidungsmehrheit durch Änderung des Gesellschaftsvertrags an, ohne die Anteile zu ändern.
Anfang März 2021 wurde bekannt, dass es an den Standorten der Hygiene Austria zu Hausdurchsuchungen gekommen ist. In der Folge stürzte die Aktie der Lenzing AG zwischenzeitlich um bis zu 20 % ab.